# Gabriel Leonard Kamiński
Gabriel Leonard Kamiński (ur. 1 września 1957 w Gorzowie Wielkopolskim) – polski poeta, dziennikarz, księgarz i wydawca.
Od 1958 mieszka we Wrocławiu. Od 1990 członek wrocławskiego oddziału Stowarzyszenia Pisarzy Polskich. Absolwent IV Liceum Ogólnokształcącego we Wrocławiu, Policealnego Studium Kulturalno-Oświatowego oraz Instytutu Bibliotekoznawstwa Uniwersytetu Wrocławskiego.

## Twórczość
Debiutował w Konfrontacjach (1973). Publikował m.in.: w Integracjach, Nurcie, Sigmie, Odrze, Literatur und Kritik, Morzu i Ziemi, Słowie Polskim, Wiadomościach, Gazecie Wrocławskiej, Konfrontacjach Literackich, Pomostach, Kalendarzu Wrocławskim, Kartonie, Metaforze, Ricie Baum, Nowoj Polszy, Wyspie.
Antologie: Poezja Lauru Arki, Konfrontacje Literackie – suplement, Kiedy Ty mówisz Odra, Flüsse der Oder, Pamiętasz Wrocław, Fundacja im. Karpowicza 2014. Pamiętasz Dolny Śląsk, Fundacja im. Karpowicza 2015, Przewodnik po zwariowanym terenie, OPT 2016.

Książki opublikowane
- Opis rzeczy szczególnie martwych (1980, OTO Kalambur)
- Nie ma między nami różnicy (1983, ZLP/OKiS)
- Ulica Przodowników Pracy (1987, MAW)
- Deja vu (1999, Arhat)
- Wratislavia cum figuris (2002, ATUT)
- Roth – Nowy Testament (2006, SPP)
- Pejzaże (2008, ATUT/MaMiko)
- Wratislavia cum figuris (2010), wyd. II, płyta DVD
- Roth. Nowy Testament, wyd. II, zmienione (2011, Sorus)
- Pan Swen albo wrocławska Abrakadabra (2012, FORMA)
- Wratislavia cum figuris II (2013, ATUT)
- Mój rok 1968 (2013, ATUT)
- Ballada o domu i innych rzeczach śmiertelnych (2016, ANAGRAM)
- Jestem, ocalałem (2016, ATUT)
- Listy do Van Gogha (2017, Akwedukt)
- Wilno odnalezione (2018, Akwedukt)
- Kiedy śpiewał Cohen (2019, ATUT)
- Epitafia (2022, Warstwy)
- Nieme kino (2023, Akwedukt)
- Wiersze zebrane (2023, ATUT")
- Wrocławska Abrakadabra (2024, FORMA)
- Hommage á Witkacy (2025, ATUT)

## Odznaczenia
- Złota Odznaka Towarzystwa Miłośników Wrocławia, 2017

## Konkursy
Jest laureatem konkursów i turniejów poetyckich m.in.:
- Warszawska Jesień Poetycka
- Czerwona Róża
- Jaszczurowy Laur
- Ogólnopolski Konkurs im. H. Cegielskiego
- Milowy Słup
- Oleśnicki Maj
- Ogólnopolski Konkurs im. J. Śpiewaka w Świdwinie (dwukrotnie)
- Turniej Jednego Wiersza o Laur Arki (pięciokrotnie)
- Ogólnopolski Konkurs na zestaw wierszy, 1989, organizator Dom Kultury w Białymstoku (główna nagroda)
- II Ogólnopolski Konkurs Jednego Wiersza Kiedy Ty mówisz Odra, 1999, organizator Klub Muzyki i Literatury we Wrocławiu
- III Ogólnopolski Konkurs Jednego Wiersza Kiedy Ty mówisz Odra, 2000, organizator Klub Muzyki i Literatury we Wrocławiu